# Arrondissement Rennes
Das Arrondissement Rennes ist eine Verwaltungseinheit des französischen Départements Ille-et-Vilaine innerhalb der Region Bretagne. Hauptort (Sitz der Präfektur) ist Rennes.

## Kantone
Das Arrondissement untergliedert sich in 17 Kantone:
| - Betton - Bruz - Châteaugiron (mit 5 von 1 Gemeinde) - Fougères-1 (mit 4 von 17 Gemeinden) - Janzé (mit 7 von 10 Gemeinden) - Le Rheu - Liffré - Melesse (mit 14 von 15 Gemeinden) - Montauban-de-Bretagne | - Montfort-sur-Meu - Rennes-1 - Rennes-2 - Rennes-3 - Rennes-4 - Rennes-5 - Rennes-6 - Kanton Val-Couesnon (mit 9 von 24 Gemeinden) |

## Gemeinden
Die Gemeinden (INSEE-Code in Klammern) des Arrondissements Rennes sind:
| 1. Acigné (35001)                      | 2. Andouillé-Neuville (35003)         | 3. Aubigné (35007)                    | 4. Bécherel (35022)                   |
| 5. Bédée (35023)                       | 6. Betton (35024)                     | 7. Bléruais (35026)                   | 8. Boisgervilly (35027)               |
| 9. La Bouëxière (35031)                | 10. Bourgbarré (35032)                | 11. Bréal-sous-Montfort (35037)       | 12. Brécé (35039)                     |
| 13. Breteil (35040)                    | 14. Bruz (35047)                      | 15. Cesson-Sévigné (35051)            | 16. Chantepie (35055)                 |
| 17. La Chapelle-Chaussée (35058)       | 18. La Chapelle-des-Fougeretz (35059) | 19. La Chapelle du Lou du Lac (35060) | 20. La Chapelle-Thouarault (35065)    |
| 21. Chartres-de-Bretagne (35066)       | 22. Chasné-sur-Illet (35067)          | 23. Châteaugiron (35069)              | 24. Chavagne (35076)                  |
| 25. Chevaigné (35079)                  | 26. Cintré (35080)                    | 27. Clayes (35081)                    | 28. Corps-Nuds (35088)                |
| 29. Le Crouais (35091)                 | 30. Domloup (35099)                   | 31. Dourdain (35101)                  | 32. Ercé-près-Liffré (35107)          |
| 33. Feins (35110)                      | 34. Gaël (35117)                      | 35. Gahard (35118)                    | 36. Gévezé (35120)                    |
| 37. Gosné (35121)                      | 38. Guipel (35128)                    | 39. L’Hermitage (35131)               | 40. Iffendic (35133)                  |
| 41. Irodouër (35135)                   | 42. Laillé (35139)                    | 43. Landujan (35143)                  | 44. Langan (35144)                    |
| 45. Langouet (35146)                   | 46. Liffré (35152)                    | 47. Livré-sur-Changeon (35154)        | 48. Maxent (35169)                    |
| 49. Médréac (35171)                    | 50. Melesse (35173)                   | 51. La Mézière (35177)                | 52. Mézières-sur-Couesnon (35178)     |
| 53. Miniac-sous-Bécherel (35180)       | 54. Montauban-de-Bretagne (35184)     | 55. Monterfil (35187)                 | 56. Montfort-sur-Meu (35188)          |
| 57. Montgermont (35189)                | 58. Montreuil-le-Gast (35193)         | 59. Montreuil-sur-Ille (35195)        | 60. Mordelles (35196)                 |
| 61. Mouazé (35197)                     | 62. Muel (35201)                      | 63. La Nouaye (35203)                 | 64. Nouvoitou (35204)                 |
| 65. Noyal-Châtillon-sur-Seiche (35206) | 66. Noyal-sur-Vilaine (35207)         | 67. Orgères (35208)                   | 68. Pacé (35210)                      |
| 69. Paimpont (35211)                   | 70. Parthenay-de-Bretagne (35216)     | 71. Piré-Chancé (35220)               | 72. Plélan-le-Grand (35223)           |
| 73. Pleumeleuc (35227)                 | 74. Pont-Péan (35363)                 | 75. Quédillac (35234)                 | 76. Rennes (35238)                    |
| 77. Le Rheu (35240)                    | 78. Romillé (35245)                   | 79. Saint-Armel (35250)               | 80. Saint-Aubin-d’Aubigné (35251)     |
| 81. Saint-Aubin-du-Cormier (35253)     | 82. Saint-Erblon (35266)              | 83. Saint-Germain-sur-Ille (35274)    | 84. Saint-Gilles (35275)              |
| 85. Saint-Gondran (35276)              | 86. Saint-Gonlay (35277)              | 87. Saint-Grégoire (35278)            | 88. Saint-Jacques-de-la-Lande (35281) |
| 89. Saint-Malon-sur-Mel (35290)        | 90. Saint-Maugan (35295)              | 91. Saint-Médard-sur-Ille (35296)     | 92. Saint-Méen-le-Grand (35297)       |
| 93. Saint-Onen-la-Chapelle (35302)     | 94. Saint-Péran (35305)               | 95. Saint-Pern (35307)                | 96. Saint-Sulpice-la-Forêt (35315)    |
| 97. Saint-Symphorien (35317)           | 98. Saint-Thurial (35319)             | 99. Saint-Uniac (35320)               | 100. Sens-de-Bretagne (35326)         |
| 101. Servon-sur-Vilaine (35327)        | 102. Talensac (35331)                 | 103. Thorigné-Fouillard (35334)       | 104. Treffendel (35340)               |
| 105. Le Verger (35351)                 | 106. Vern-sur-Seiche (35352)          | 107. Vezin-le-Coquet (35353)          | 108. Vieux-Vy-sur-Couesnon (35355)    |
| 109. Vignoc (35356)                    |                                       |                                       |                                       |

## Neuordnung der Arrondissements 2017

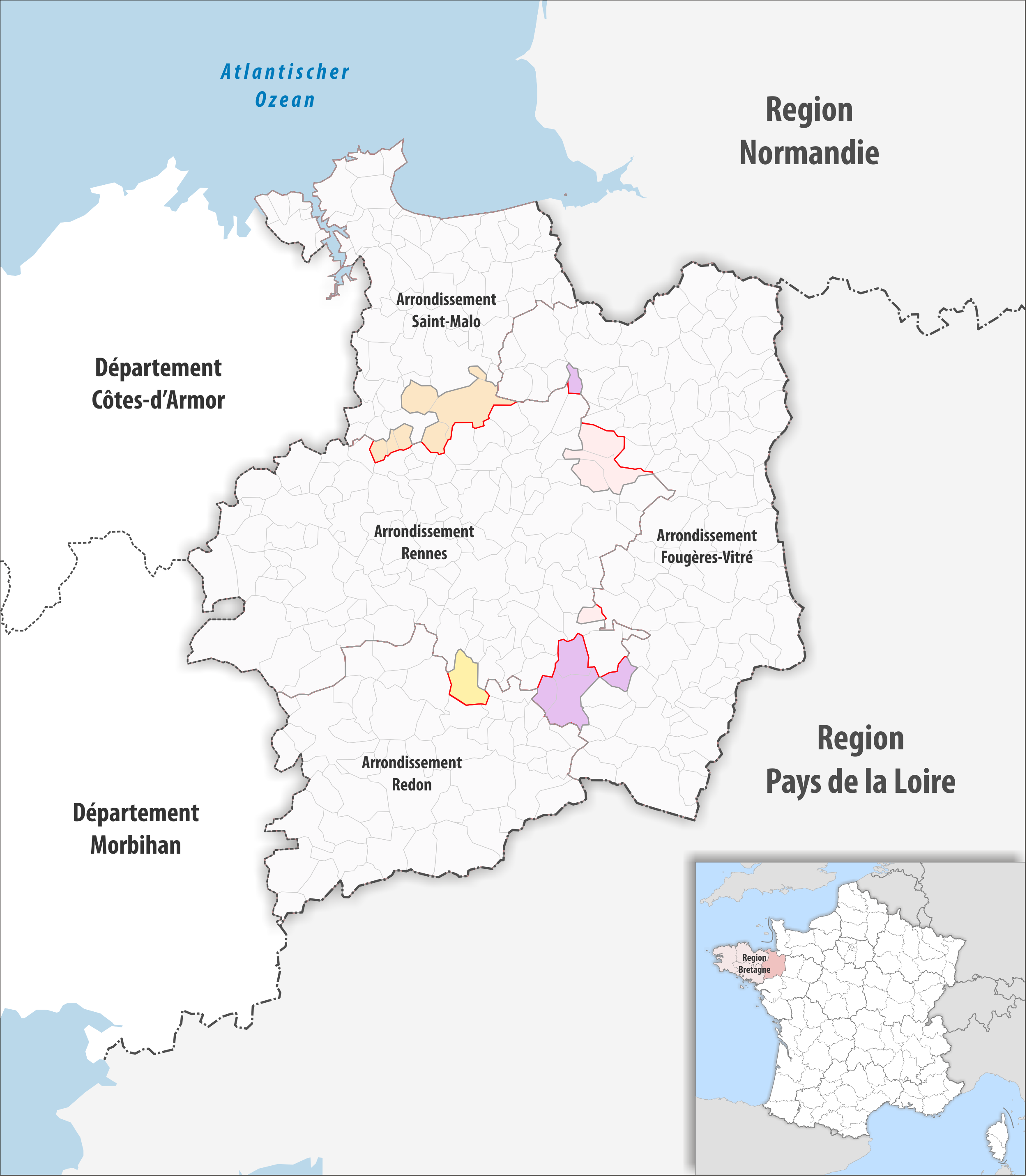
Arrondissementsanpassungen im Jahr 2017

Durch die Neuordnung der Arrondissements im Jahr 2017 wurde vom Arrondissement Rennes die Fläche der fünf Gemeinden Amanlis, Boistrudan, Brie, Janzé und Romazy dem Arrondissement Fougères-Vitré und die Fläche der sieben Gemeinden Cardroc, Dingé, Hédé-Bazouges, Les Iffs, Lanrigan, Québriac und Saint-Brieuc-des-Iffs dem Arrondissement Saint-Malo zugewiesen.
Dafür wurde die Fläche der Gemeinde Laillé vom Arrondissement Redon und die Fläche der drei Gemeinden Gosné, Mézières-sur-Couesnon und Saint-Aubin-du-Cormier sowie die Fläche der ehemaligen Gemeinde Ossé vom Arrondissement Fougères-Vitré dem Arrondissement Rennes zugewiesen.

## Ehemalige Gemeinden seit der landesweiten Neuordnung der Kantone
- bis 2016: La Chapelle-du-Lou, Le Lou-du-Lac
- bis 2017: Saint-Aubin-du-Pavail
- bis 2018: Montauban-de-Bretagne, Saint-M’Hervon, Piré-sur-Seiche, Chancé